# Восточное (Кабардино-Балкария)
Восто́чное — село в Прохладненском районе Кабардино-Балкарской Республики. Входит в состав муниципального образования «Сельское поселение Дальнее».

## География
Село расположено в северо-восточной части Прохладненского района, на правом берегу Правобережного канала. Находится в 13 км к юго-западу от сельского центра — Дальнее, в 33 км к северо-востоку от районного центра Прохладный и 95 км от города Нальчик.
Граничит с землями населённых пунктов: Дальнее на северо-востоке, Балтийский на юго-востоке, Гвардейское на западе и Ростовановское на севере.
Населённый пункт расположен на наклонной Кабардинской равнине, в равнинной зоне республики. Средние высоты на территории села составляют 206 метров над уровнем моря. Рельеф местности в основном представляет собой равнинные территории, без значимых колебаний относительных высот.
Гидрографическая сеть представлена в Правобережным каналом, проходящий к северу от села. К востоку от села расположены запруднённые озера.
Климат умеренный полузасушливый. Среднемесячная температура воздуха в июле достигает +24,0°С, в января составляет около -3,0°С. В целом среднегодовая температура воздуха составляет +10,8°С при среднегодовом количество осадков в 450 мм. Основные ветры восточные и северо-западные. В конце лета возможны суховеи, дующие со стороны Прикаспийской низменности.

## История
Населённый пункт основан в 1947 году, как седьмое отделение зерносохвоза «Прималкинский».
В 1964 году в ходе преобразований муниципальных районов КБАССР, населённый пункт был включён в состав новообразованного Изобильненского сельсовета, вместе с посёлками Дальний и Малакановский.
В 1999 году, с введением в действие на территории КБР 131-го Федерального Закона «Об общих принципах местного самоуправления в РФ», населённые пункты Дальнее и Восточное были объединены в сельское поселение Дальнее.

## Население
| 2002 | 2010 | 2021 |
| ---- | ---- | ---- |
| 271  | ↘269 | ↗306 |

Национальный состав
По данным Всероссийской переписи населения 2010 года:
| Народ    | Численность, чел. | Доля от всего населения, % |
| -------- | ----------------- | -------------------------- |
| балкарцы | 177               | 65,8 %                     |
| русские  | 44                | 16,4 %                     |
| турки    | 24                | 8,9 %                      |
| другие   | 24                | 8,9 %                      |
| всего    | 269               | 100 %                      |

По данным Всероссийской переписи населения 2021 года:
| Народ    | Численность, чел. | Доля от всего населения, % |
| -------- | ----------------- | -------------------------- |
| балкарцы | 181               | 59,15 %                    |
| русские  | 67                | 21,89 %                    |
| турки    | 24                | 7,85 %                     |
| другие   | 34                | 11,11 %                    |
| всего    | 306               | 100,0 %                    |

Половозрастной состав
По данным Всероссийской переписи населения 2010 года:
| Возраст     | Мужчины, чел. | Женщины, чел. | Общая численность, чел. | Доля от всего населения, % |
| ----------- | ------------- | ------------- | ----------------------- | -------------------------- |
| 0 — 14 лет  | 23            | 14            | 37                      | 13,8 %                     |
| 15 — 59 лет | 101           | 95            | 196                     | 72,8 %                     |
| от 60 лет   | 14            | 22            | 36                      | 13,4 %                     |
| Всего       | 138           | 131           | 269                     | 100,0 %                    |

Мужчины — 138 чел. (51,3 %). Женщины — 131 чел. (48,7 %).
Средний возраст населения — 38,1 лет. Медианный возраст населения — 38,2 лет.
Средний возраст мужчин — 34,8 лет. Медианный возраст мужчин — 36,0 лет.
Средний возраст женщин — 41,6 лет. Медианный возраст женщин — 42,5 лет.

## Инфраструктура
Основные объекты социальной инфраструктуры расположены в центре сельского поселения — селе Дальнее.

## Улицы
На территории села зарегистрировано 4 улицы:

| Гагарина          |
| Интернациональная |

| Северная |

| Социалистическая |